# Demirovac
Demirovac är ett samhälle i Bosnien och Hercegovina.   Det ligger i entiteten Republika Srpska, i den nordvästra delen av landet, 190 km nordväst om huvudstaden Sarajevo. Demirovac ligger 91 meter över havet och antalet invånare är 407.
Terrängen runt Demirovac är platt åt nordväst, men åt sydost är den kuperad. Närmaste större samhälle är Bosanska Dubica, 11,4 km väster om Demirovac. 
I omgivningarna runt Demirovac växer i huvudsak lövfällande lövskog. Runt Demirovac är det ganska tätbefolkat, med 67 invånare per kvadratkilometer.